# Belagerung von Kaiserswerth (1702)
Carpi – Chiari – Cremona – Kaiserswerth – Luzzara   – Santa Marta – Cádiz – Friedlingen – Vigo – Schmidmühlen – Bonn – Krottensee – Ekeren – Höchstädt – Speyerbach – Schellenberg – Gibraltar – Höchstädt – Vélez-Málaga – Marbella – Cassano – Barcelona – Sendlinger Mordweihnacht – Aidenbach – Calcinato – Ramillies – Turin – Castiglione – Santa Cruz de Tenerife – Almansa – Kap Béveziers – Toulon – Lizard Point – Lille – Oudenaarde – Gent – Malplaquet – Mons – Almenar – Saragossa – Syrakus – Villaviciosa – Rio de Janeiro – Denain – Barcelona
Die Belagerung von Kaiserswerth war Teil der Reichsexekution des Heiligen Römischen Reiches gegen den mit Frankreich verbündeten Kurfürsten Joseph Clemens von Kurköln zu Beginn des Spanischen Erbfolgekrieges. Sie war eine der ersten größeren Kriegshandlungen auf dem nördlichen Kriegsschauplatz und dauerte vom 18. April bis zum 15. Juni 1702. Es standen sich die Alliierten aus republikanischen Niederländern und verschiedenen Reichsterritorien auf der einen Seite und die französischen Garnisonstruppen, von der anderen Rheinseite durch Marschall Camille d’Hostun de la Baume, duc de Tallard unterstützt, gegenüber. Die Belagerung endete mit der völligen Zerstörung und Übergabe von Stadt und Festung.

## Vorgeschichte
Der mit Frankreich verbündete Kurfürst Joseph Clemens von Bayern übergab neben Zons und Neuss auch Stadt und Festung Kaiserswerth den Franzosen, die in der Stadt eine Besatzungstruppe unter dem Marquis de Blainville stehen hatten.
Dagegen schritt das Heilige Römische Reich in Form einer Reichsexekution ein. Neben dem Herzog von Jülich-Berg und Kurfürst der Pfalz Johann Wilhelm II. beteiligten sich Einheiten aus den Vereinigten Niederlanden, Kurhannover und Preußen an der Belagerung.
Oberbefehlshaber war der kaiserliche Generalleutnant Walrad Fürst von Nassau.

## Verlauf
Da der holländische „Belagerungs“-Experte Menno van Coehoorn nicht an der Front anwesend war, war die Belagerung sehr zeitintensiv, schlecht geführt und es gab unter den Alliierten viele Opfer. Die deutschen Truppen hatten nicht genug Pulver und Munition und besaßen im Gegensatz zu den Franzosen nicht genügend Artillerie.
Die Laufgräben wurden in der Nacht vom 18. auf den 19. April eröffnet. Die Franzosen verteidigten die Stadt aber hartnäckig. Zu Beginn der Belagerung griffen 15.000 Alliierte die Stadt an, wurden aber insbesondere von den französischen Geschützen aufgehalten. Die Franzosen erhielten über den Rhein mit Hilfe von Kähnen Nachschub. Der Versuch der Franzosen, ihren eingeschlossenen Truppen Entsatz zu bringen, scheiterte, da es nicht gelang, eine Pontonbrücke über den Rhein zu schlagen.
Der auf der linken Rheinseite stehende französische Marschall Tallard ließ die Belagerer seit dem 9. Mai beschießen, musste aber am 9. Juni abziehen.
Die Belagerer verschossen 10.000 Bomben und 120.000 Kanonenkugeln und erwogen zeitweise aus Munitionsmangel, die Belagerung aufzuheben. Durch das persönliche Eingreifen des preußischen Königs Friedrich I., der sich gerade in Kleve aufhielt, konnten die Angriffe fortgesetzt werden.
Am 9. Juni versuchten die Alliierten dreimal vergeblich, die Stadt im Sturm zu nehmen.
Als die Mauern an verschiedenen Stellen durch Beschuss zum Einsturz gebracht und die Stadt fast völlig zerstört worden war, baten die Einwohner die Besatzung, den Kampf aufzugeben. Nur fünf Häuser sollen die Belagerung überstanden haben.
Der französischen Garnison wurde freier Abzug gewährt. Die Gefangenen wurden ausgetauscht, die Befestigungen geschleift und der Teil der Kaiserpfalz, der aus Backsteinen gebaut war, gesprengt und fast vollständig zerstört.

## Folgen
Nach dem alliierten Sieg und dem klaren Bekenntnis zu seinem französischen Bündnispartner musste der Kölner Kurfürst nach weiteren Niederlagen ins Exil nach Frankreich flüchten. Die Stadt Kaiserswerth wurde dem Kurfürsten von der Pfalz Johann Wilhelm übergeben. Dieser gewährte den Bürgern ihre bisherigen Rechte und die freie Ausübung der katholischen Religion. Im Jahre 1714 fiel Kaiserswerth durch den Frieden von Rastatt an Kurköln zurück.